# مردی با لباس قهوه‌ای
مردی در کت و شلوار قهوه‌ای رمان کاراگاهی و جنایی اثر اگاتا کریستی می‌باشد؛ که اولین انتشار ان در بیست و چهارم اوت سال ۱۹۲۴ بود و سپس در همان سال در کشور آمریکا توسط انتشارات Dodd, Mead and Company به نشر رسید.
کتاب ماجراجویی‌های آنه بدینگفیلد را دنبال می‌کند که درگیر دزدان الماس جهانی شده و در جریان داستان توطئه‌های سیاسی در آفریقای جنوبی در حال شکل گیری است. این اولین حضور سرهنگ رایس در رمان‌های اگاتا کریستی است.

## داستان
زندگی آنه بدینگ‌فلد پس از فوت پدرش که مردم‌شناس معروفی بوده با مشکل مواجه می‌شود. آنه با مشکل مالی مواجه شده. آقای بدینگ‌فلد وکیل سابق نامه‌ای به آنه می‌نویسید و اعلام می‌کند که حاضر است به او خانه‌ای مجانی بدهد، ولی آنه مایل نیست این پیشنهاد را بپذیرد . او تصمیم دارد دور دنیا را بگردد و زندگی اش را صرف ماجراجویی کند.
سرنوشت سبب می‌شود که وقتی آنه عازم ایستگاه مترو است مردی را ملاقات کند که ناگهان روی ریلها می‌افتد و دچار برق‌گرفتگی می‌شود. مردی با کت و شلواری قهوه‌ای راهش را از میان جمعیت باز می‌کند و خودش را بالای سر قربانی می‌رساند و اعلام می‌کند که آن مرد فوت کرده. بعد با عجله دور می‌شود و تکه کاغذی از خود به جای می‌گذارد که روی آن نوشته شدت: "قلعه کیلموردن، ۱۲۲–۱۷" ...